# Амброве дерево американське
Амброве дерево американське, ліквідамбар стираксовий (Liquidambar styraciflua) — листяне дерево з роду амброве дерево, що походить із теплих помірних областей східної Північної Америки та тропічних гірських регіонів Мексики та Центральної Америки. Амброве дерево є однією з основних цінних лісових порід на південному сході Сполучених Штатів і є популярним декоративним деревом у помірному кліматі. Його можна впізнати за поєднанням листя у формі п'ятикутної зірки (схоже на листя клена ) і твердих плодів з шипами. В даний час він класифікується до родини альтинґієвих (Altingiaceae), але раніше належав до родини чарівногоріхових.

## Назва
Назва роду цієї рослини Liquidambar була вперше дана Ліннеєм у 1753 році від латинського liquidus («рідина») та арабського ambar («бурштин»), як натяк на запашну смолу або камедь, що виділяється з дерева. Його видовий епітет styraciflua — це стара аптечна назва, що означає «тече стираксом» (рослинною смолою). Назва «styrax» довгий час змінним чином застосовувалась до ароматичної камеді або смоли подібного виду, L. orientalis з Туреччини, а також до смоли, більш відомої як бензоїн з різних тропічних дерев роду Styrax.

## Історія
Найперша відома опублікована згадка про Liquidambar styraciflua міститься в праці іспанського натураліста Франциско Ернандеса, опублікованій посмертно в 1615 році, в якій він описує вид як велике дерево, що виділяє ароматну камедь, схожу на рідкий бурштин, звідки і назва роду Liquidambar. У «Historia Plantarum» Джона Рея (1686) вид називається Styrax liquida. Однак перша згадка про використання смоли описана Хуаном де Ґріхальва, племінником губернатора Куби, в 1517 році. Хуан де Ґріхальва розповідає про обмін подарунками з майя, «які дарували їм, серед іншого, порожнисті очеретини довжиною близько п'яді, наповнені сухими травами та ароматною рідкою смолою, яка, якщо її запалити у спосіб, показаний тубільцями, поширює приємні пахощі». Вид був завезений до Європи в 1681 році Джоном Баністером, місіонером-колекціонером, посланим єпископом Комптоном, який посадив його в садах палацу в Фулемі в Лондоні, Англія.

### Скам'янілості
Предок Liquidambar styraciflua відомий зі скам'янілостей третинного періоду на Алясці, в Гренландії та на середньоконтинентальному плато Північної Америки, набагато північніше, ніж зараз росте Liquidambar. Подібна рослина також зустрічається в міоценових відкладеннях третинної Європи.

## Опис

### Розміри
Амброве дерево американське — це дерево середнього або великого розміру, яке росте від 15—20 м у культурі і до 45 м у дикій природі з діаметром стовбура в середньому 60—90 см. Дерева можуть жити до 400 років. Дерево має симетричну форму, формуючи яйцеподібну крону, коли гілки важчають після перших двох років вирощування.

### Кора і гілки
Ще однією відмінною рисою дерева є своєрідний зовнішній вигляд його маленьких гілок і гілочок. Кора відшаровується від гілок пластинками вздовж гілки, а не впоперек, то ж шматок безлистої гілки з допомогою дрібки уяви легко набуває форму рептилії; через це дерево іноді називають «алігаторовим деревом». Кора світло-коричнева з червоним відтінком, іноді сіра з темними смугами і має щільність 590 кг/м³. Вона глибоко тріщинувата з лускатими гребнями. Гілки несуть шари корку. Гілки дрібні, багатокутні, крилаті, спочатку вкриті іржавими волосками, згодом стають червоно-бурими, сірими або темно-коричневими. Як декоративне дерево, має недолік — гілки можуть мати виступи або «крила», що збільшують загальну площу поверхні, а це впливає на налипання снігу та льоду на дереві. Деревина важка і тверда з переплетеними зернами.

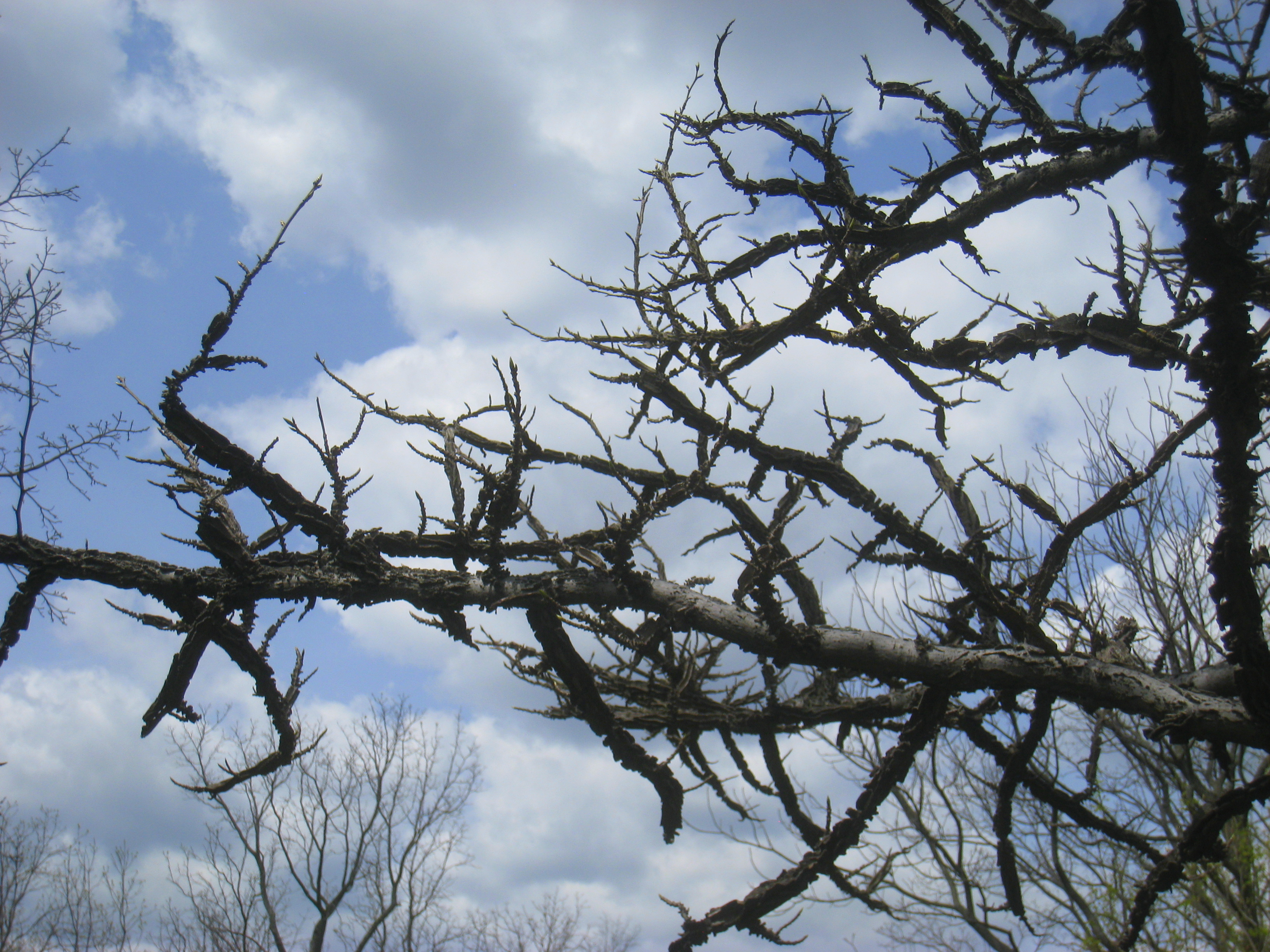
Невеликі гілки з розташованими горизонтально пластинами кори
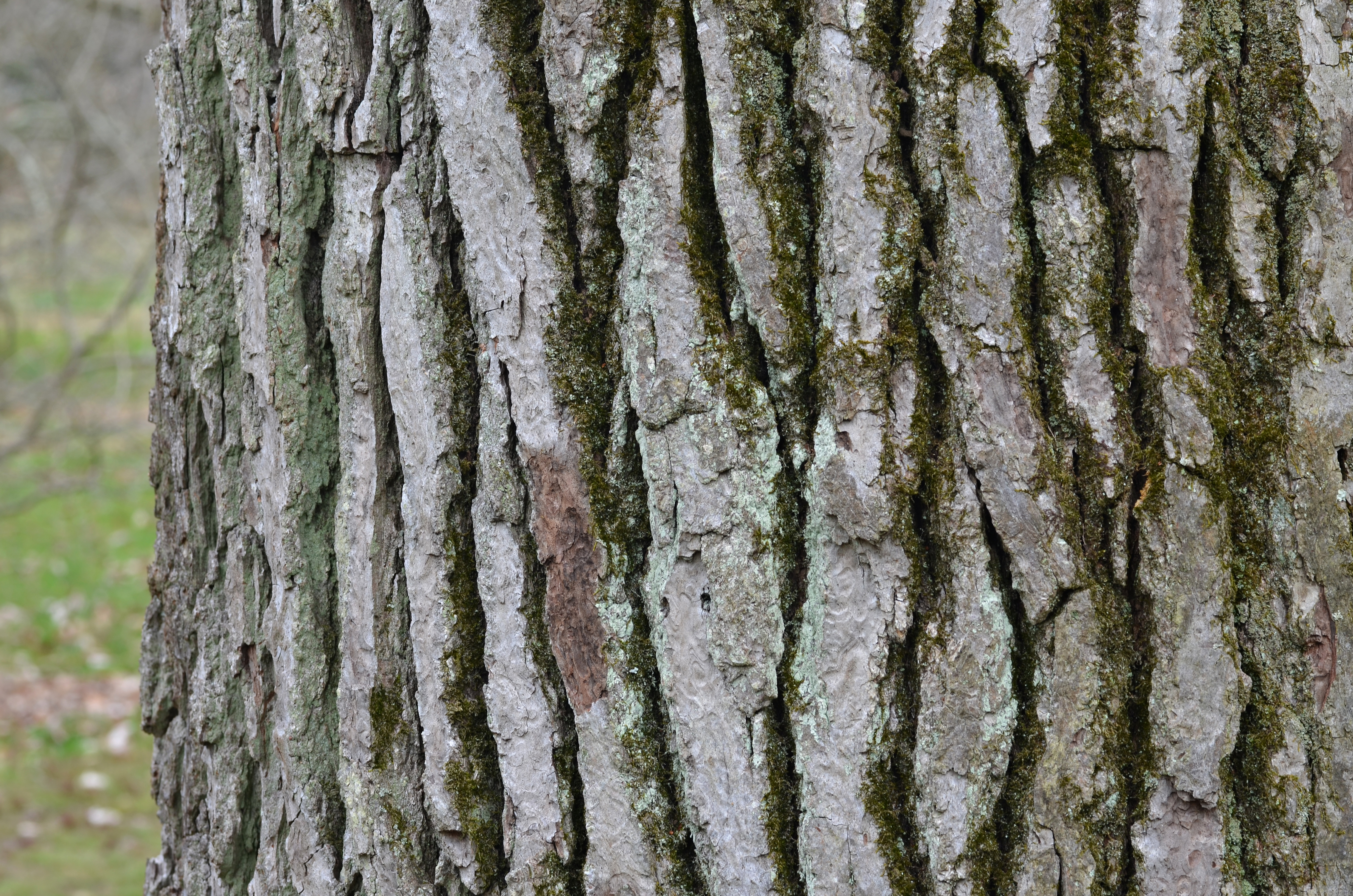
Кора з глибокими ребрами

### Листя
Листки зазвичай мають п'ять (але іноді три або сім) загострених пальчастих часток. Вони 8—13 см в середньому завширшки і мають три виразні судинні пучки.
Вони довгі та широкі, з 6–10 см черешком. Насичене темно-зелене, гладке, блискуче протягом сезону листя у формі зірки зазвичай набуває восени блискучого жовтого, помаранчевого, червоного та пурпурового кольорів. Це міндиве осіннє забарвлення вважається головною принадою дерева для його використання в озелененні. Його червоні та жовті кольори схожі на кольори кленів (Acer), а крім того, він має темно-пурпурові та димчасто-коричневі кольори ясена (Fraxinus). Однак у північній частині ареалу та там, де рослина вирощується в ще холодніших районах, листя часто в'яне від заморозків і опадає ще зеленим. З іншого боку, у крайніх південних або тропічних частинах ареалу деякі дерева вічнозелені або напіввічнозелені, з незначним осіннім забарвленням. Листкові пластинки 8—13 см завширшки із залозистими пилчастими зубцями по краю. При основі має клиновидний або трохи серцеподібний виріз. Навесну листя виходить із бруньки складчастим, опушеним, блідо-зеленим, після повного розвитку яскраво-зелене, гладке, блискуче зверху, блідіше знизу. У листі закумульовані дубильні речовини, які при розтиранні дають смолистий аромат.

Зірчасте п'ятикутне листя Liquidambar дещо нагадує листя деяких кленів (Acer), однак його легко відрізнити від клена тим, що листя більш блискуче, шкірясте, розташоване почережно, а не супротивно, як у клена. Листям харчуються гусениці молей Actias luna та Callosamia promethea.

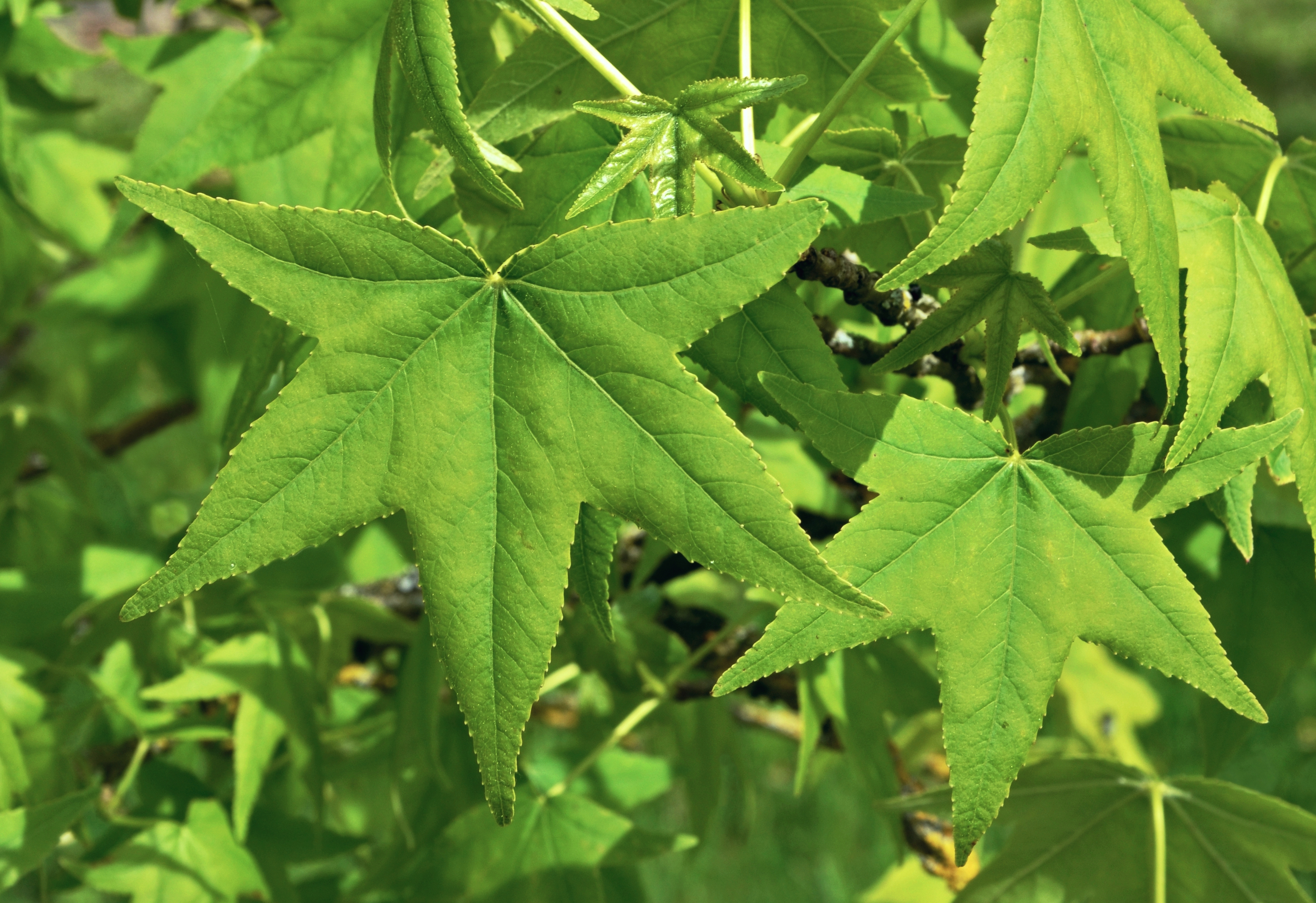
Літнє листя
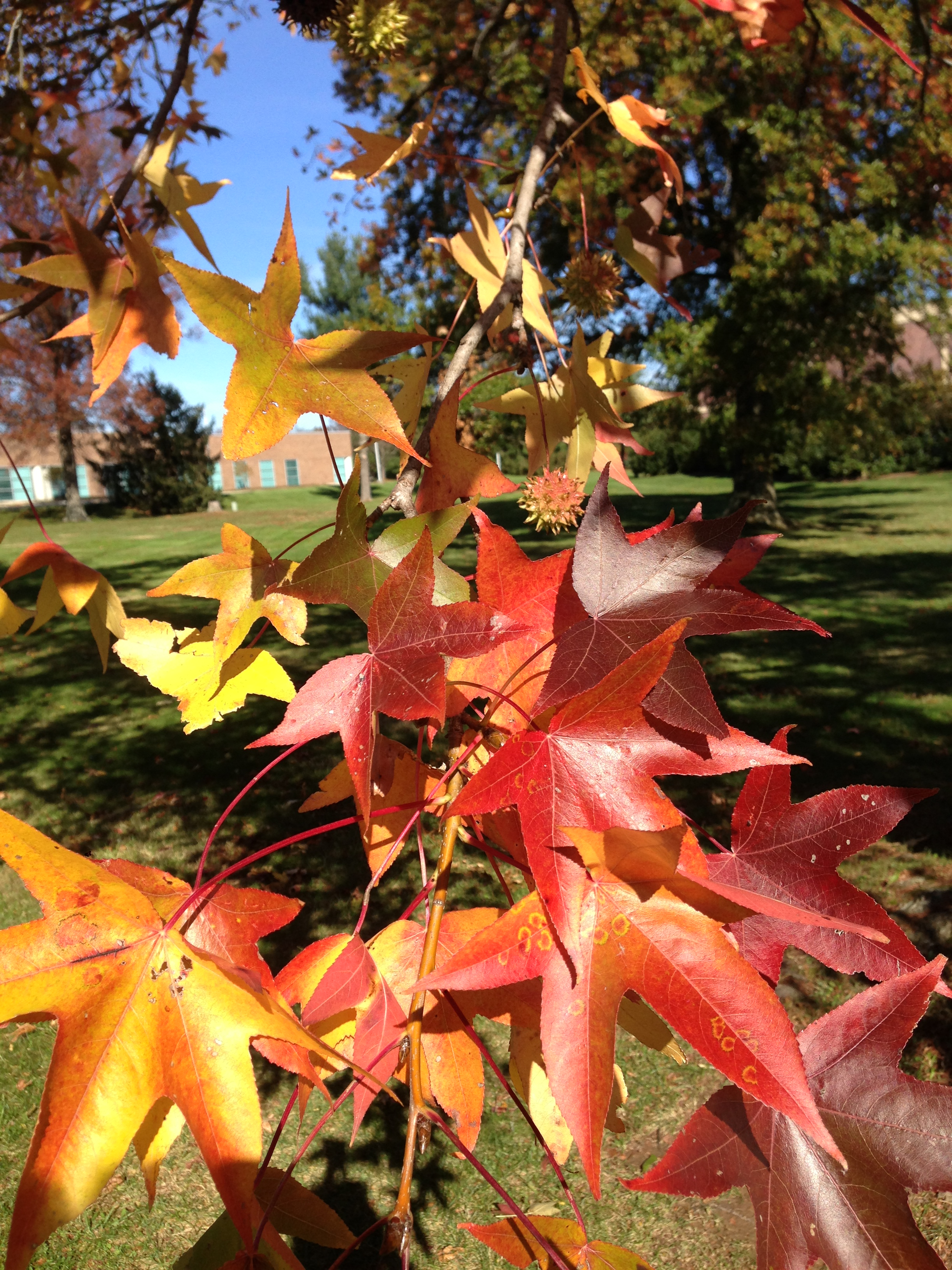
Осіннє листя

### Цвіт

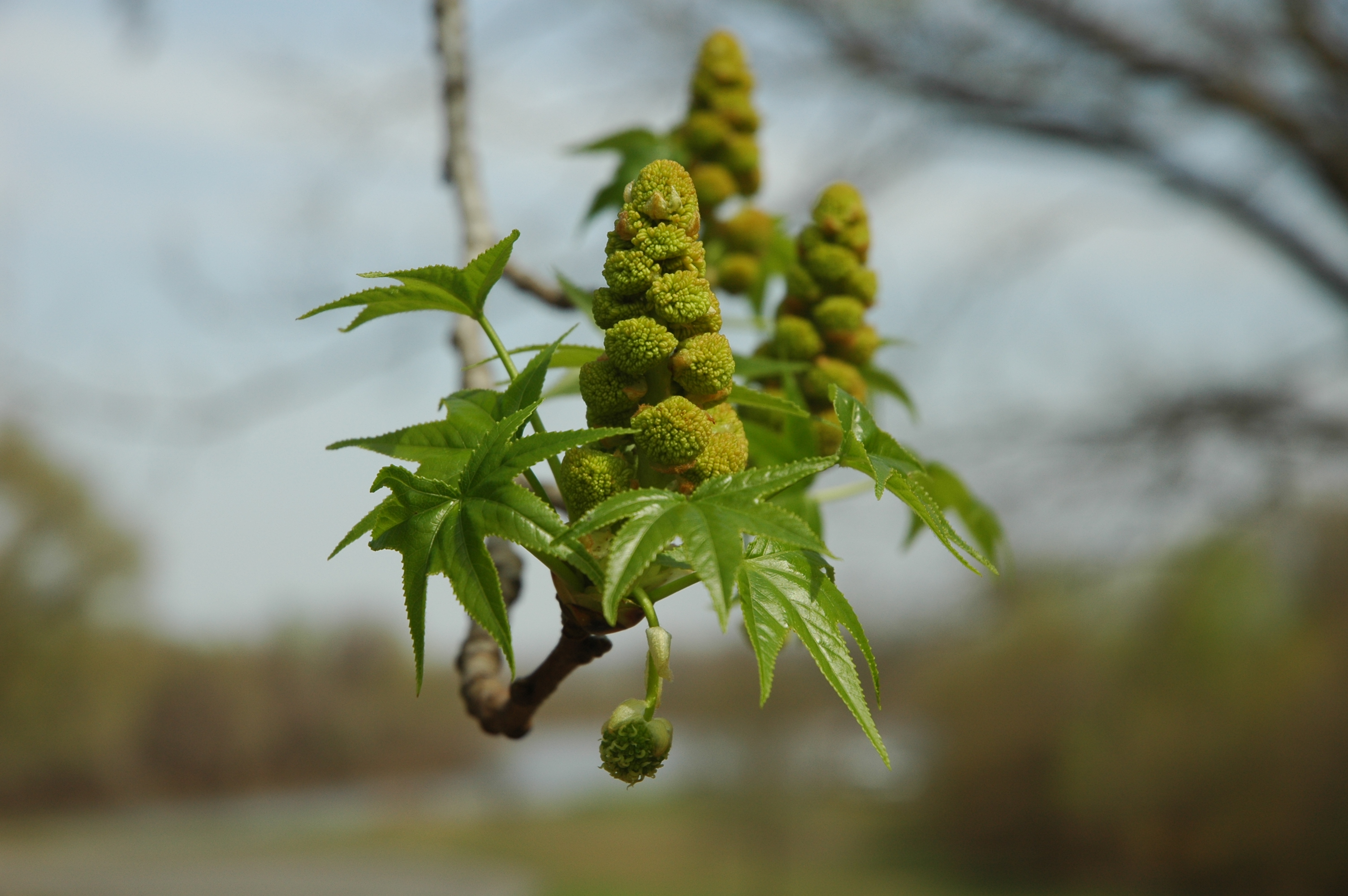
Цвіт амбрового дерева американського

Квіти зазвичай з'являються навесні і зберігаються до осені/осені, іноді зберігаються до зими. Вони, як правило, 25—40 мм в діаметрі і вкриті іржавими волосками. Квітки одностатеві зеленуватого кольору. Тичинкові квітки в кінцевих кистях 5—8 см (2—3 дюйм) завдовжки, маточка в одиночній голівці на тонкій ніжці, розташованій у пазусі верхнього листка. Тичинкові квітки без чашечки і віночка, але оточені волосистими приквітками. Тичинки невизначені; нитки короткі; пиляки внутрішні. Маточкові квіти з двогнізною зав'яззю з двома дзьобами, плодолистки утворюють довгу, зігнуту, стійку форму. Усі зав'язі більш-менш з'єднуються і твердіють у плодах. Утворюється багато яйцеклітин, але досягають зрілості небагато.

### Плоди
Характерний складний плід твердий, сухий і кулястий, 25—40 мм в діаметрі, складається з численних (40–60) капсул. Кожна коробочка, що містить одну–дві маленькі насінини, має пару кінцевих шипів (загалом 80–120 шипів у суплідді). Коли супліддя розкривається і насіння вивільняється, у кожній капсулі залишається маленький отвір (40–60 таких отворів на супліддя).
Під деревами часто багато опалих, відкритих плодів; їх у народі прозвали «кульки–колючки», «кульки з ґумки», «космічні жуки», «кульки–приліпки», «кульки з шипами» або «мавп'ячі м'ячики».
Супліддя являє собою комбновану колючу кульку, яка взимку висить на гілках. Здерев'янілі коробочки здебільшого заповнені абортивним насінням, що нагадує тирсу. Живе насіння близько 6 мм завтовшки, крилате, анемохорне (поширюється вітром). Чижі золоті, чечевиці кармінові, вивірки та бурундуки харчуються насінням дерева. Перед висіюванням насіння стратифікують протягом 30–90 днів при 1–5 °C або замочують у воді на 15–20 днів. Кульки плодів Liquidambar з довгими ніжками нагадують кульки платана західного (Platanus occidentalis), але є колючими і залишаються цілими після розсіювання насіння; м'які плоди Platanus розпадаються під час розповсюдження насіння. Опалі плоди довго зберігаються, і навіть заважають ходити, особливо босим; що є причиною заборони висаджування амбрового дерева американського в деяких конкретних місцях. У великій кількості вони можуть утворювати грудки, заважаючи утримувати в порядку газони. Зимові бруньки жовто-коричневі, 6 мм завдовжки, гострі. Внутрішні луски з ростом пагона збільшуються, стаючи 13 мм завдовжки, зелені з червоним кінчиком.

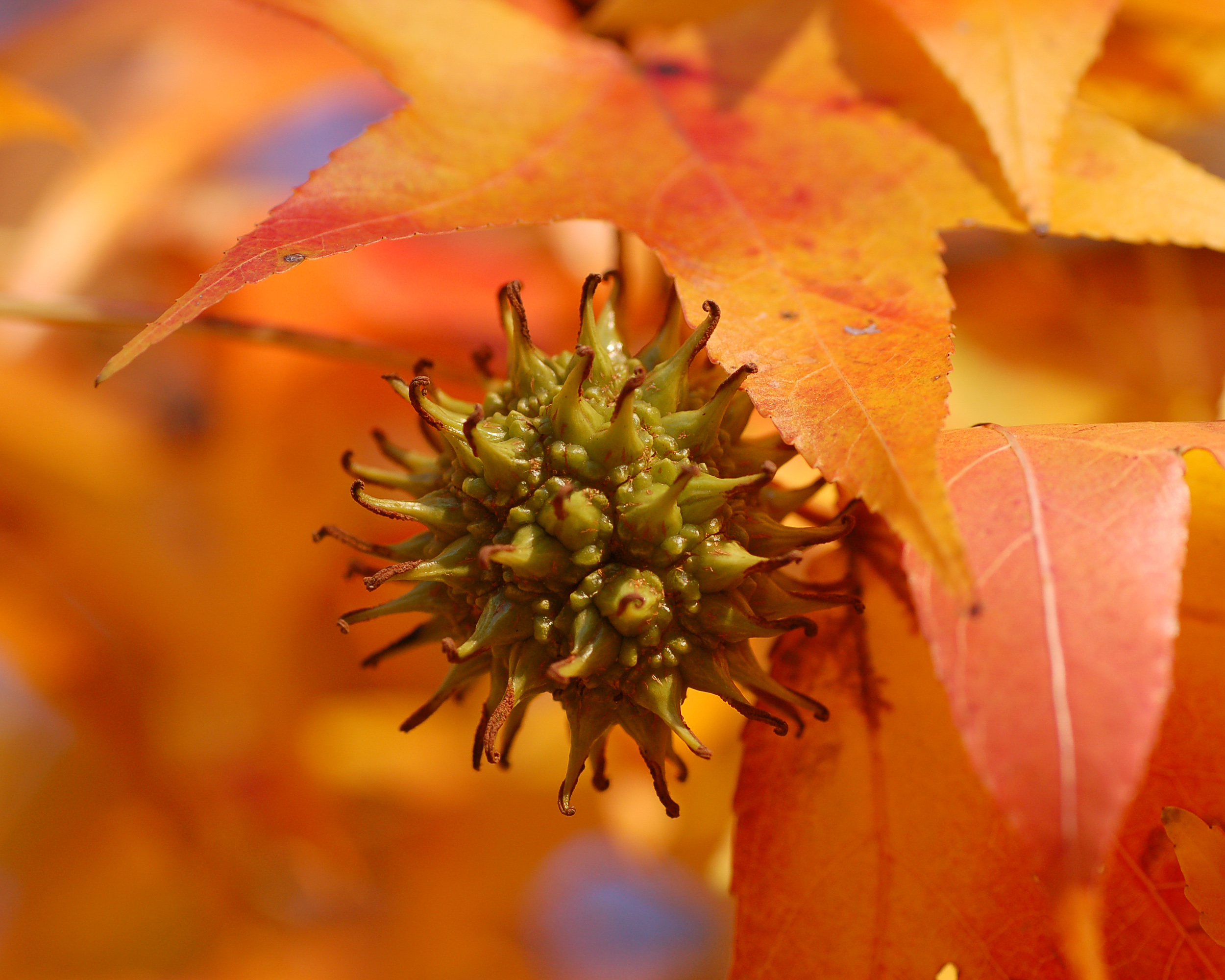
Зелені плоди
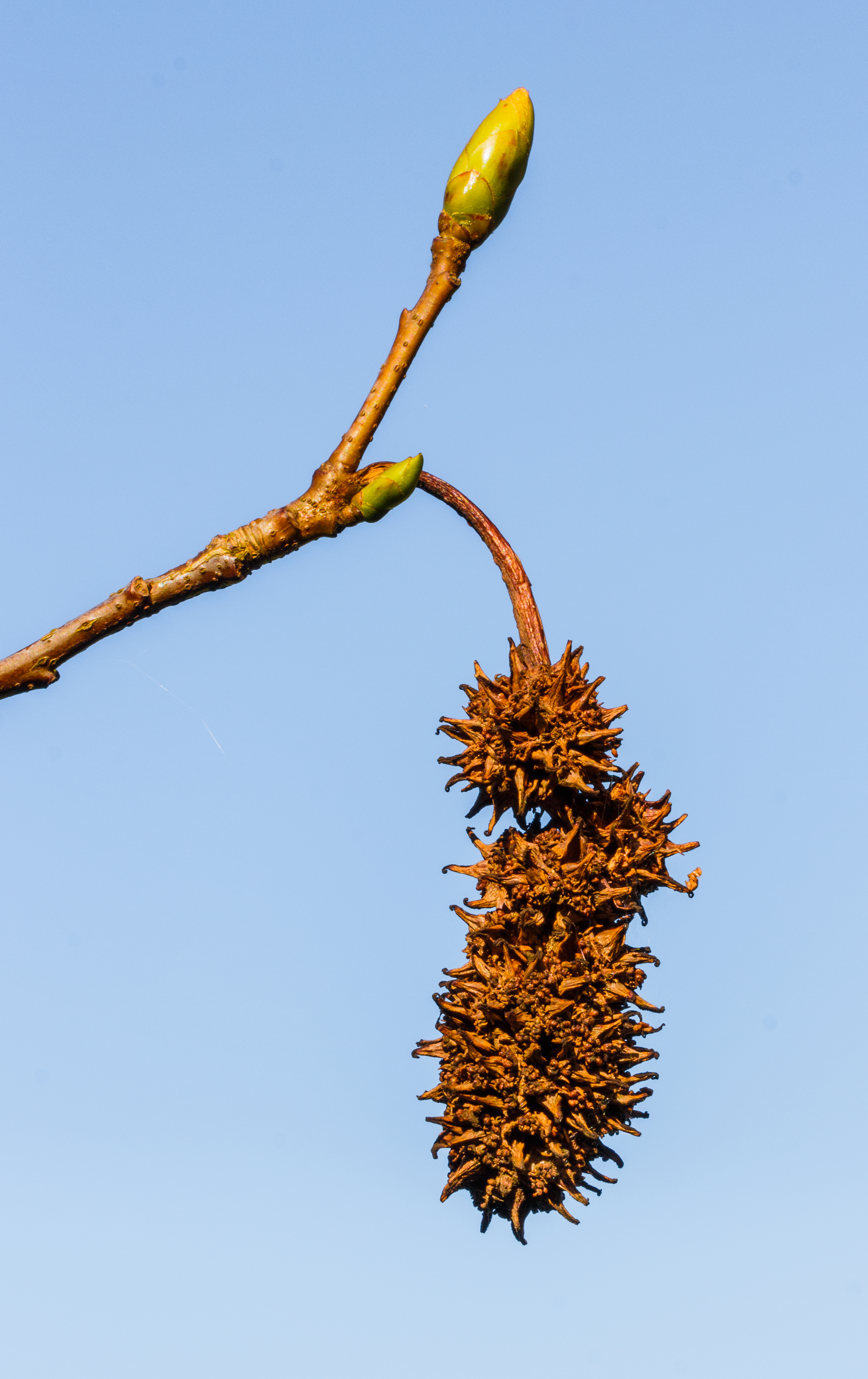
Листкові бруньки та плоди
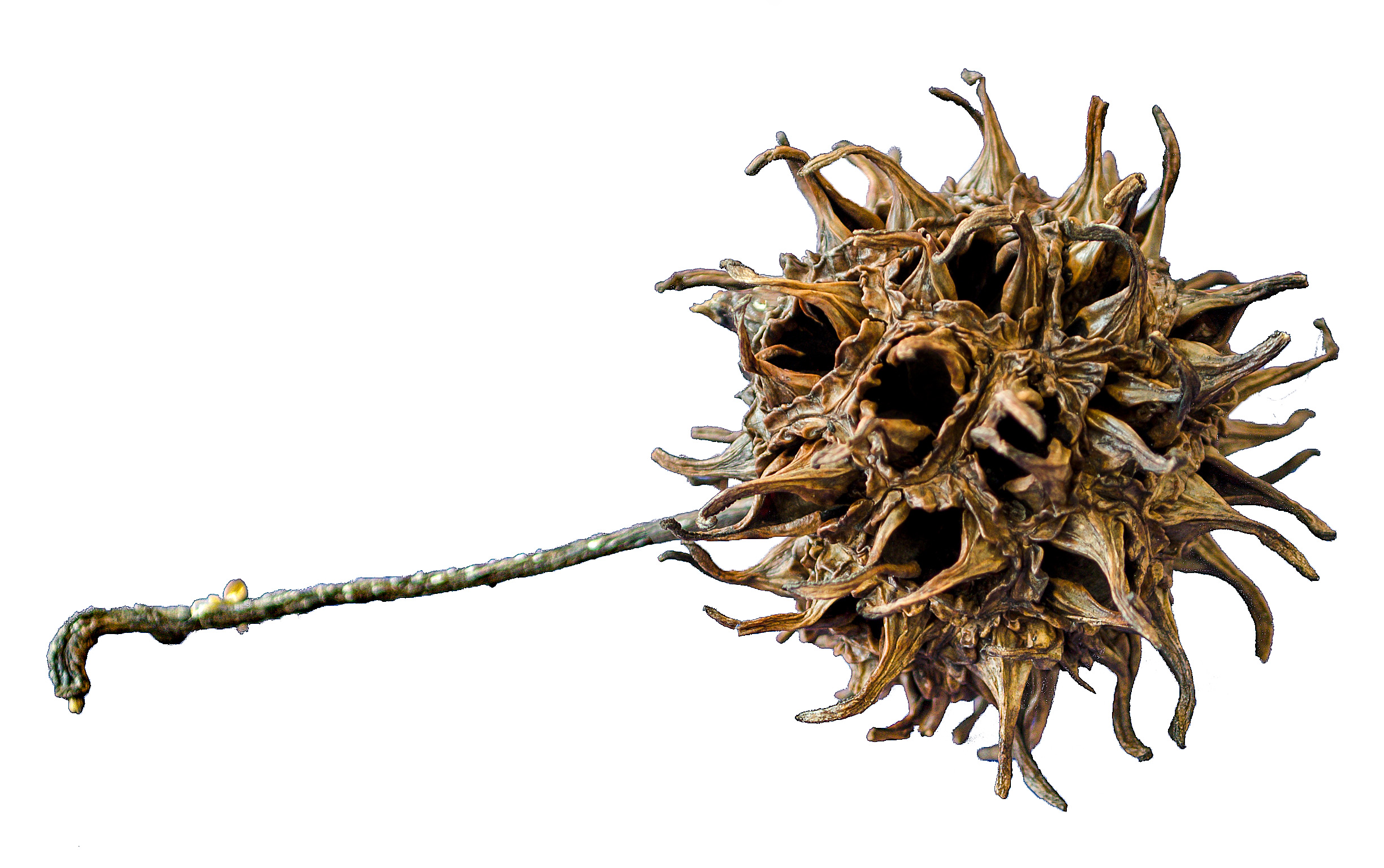
Супліддя амбрового дерева американського у вигляді колючої кульки
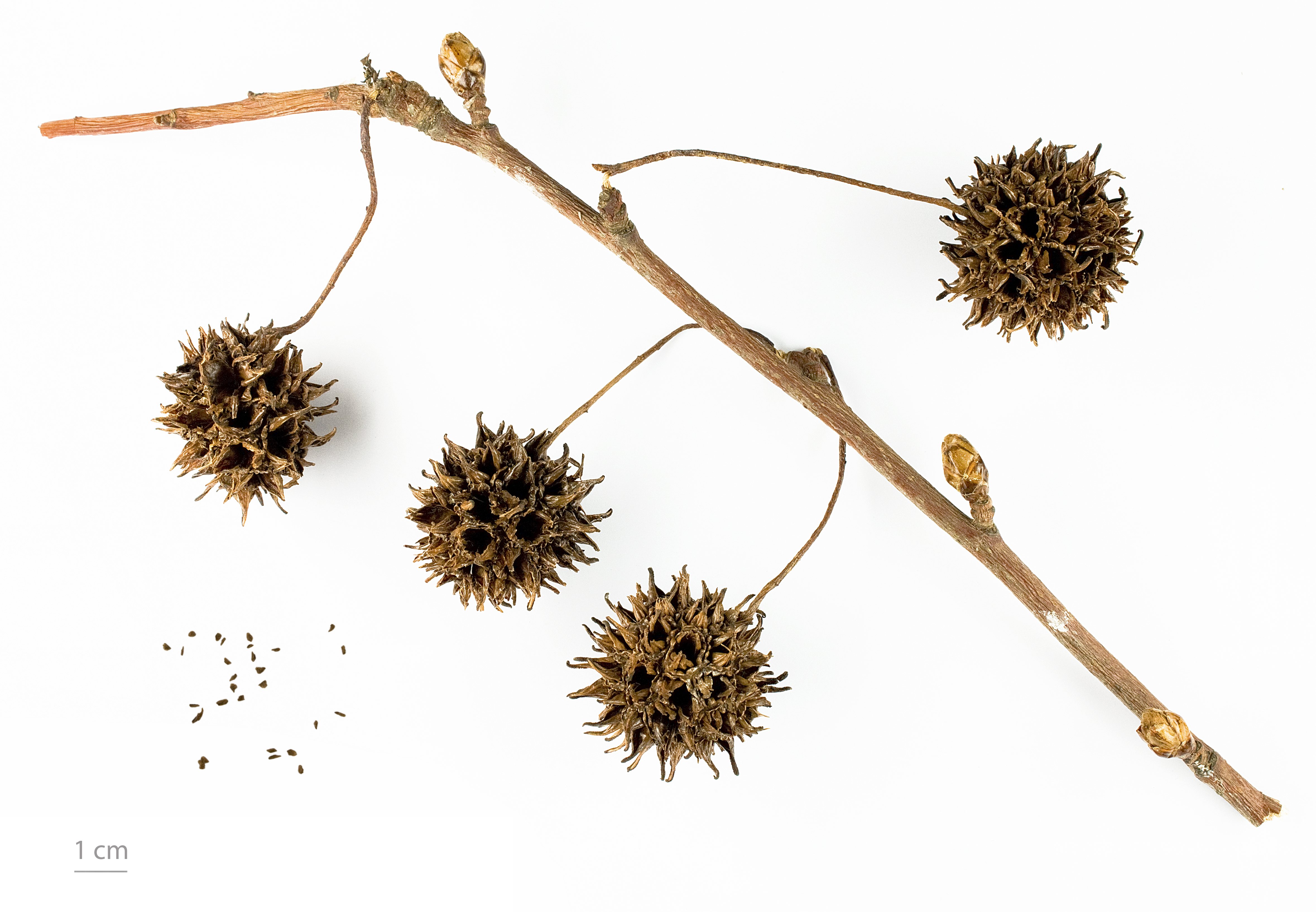
Стиглий плід і насіння
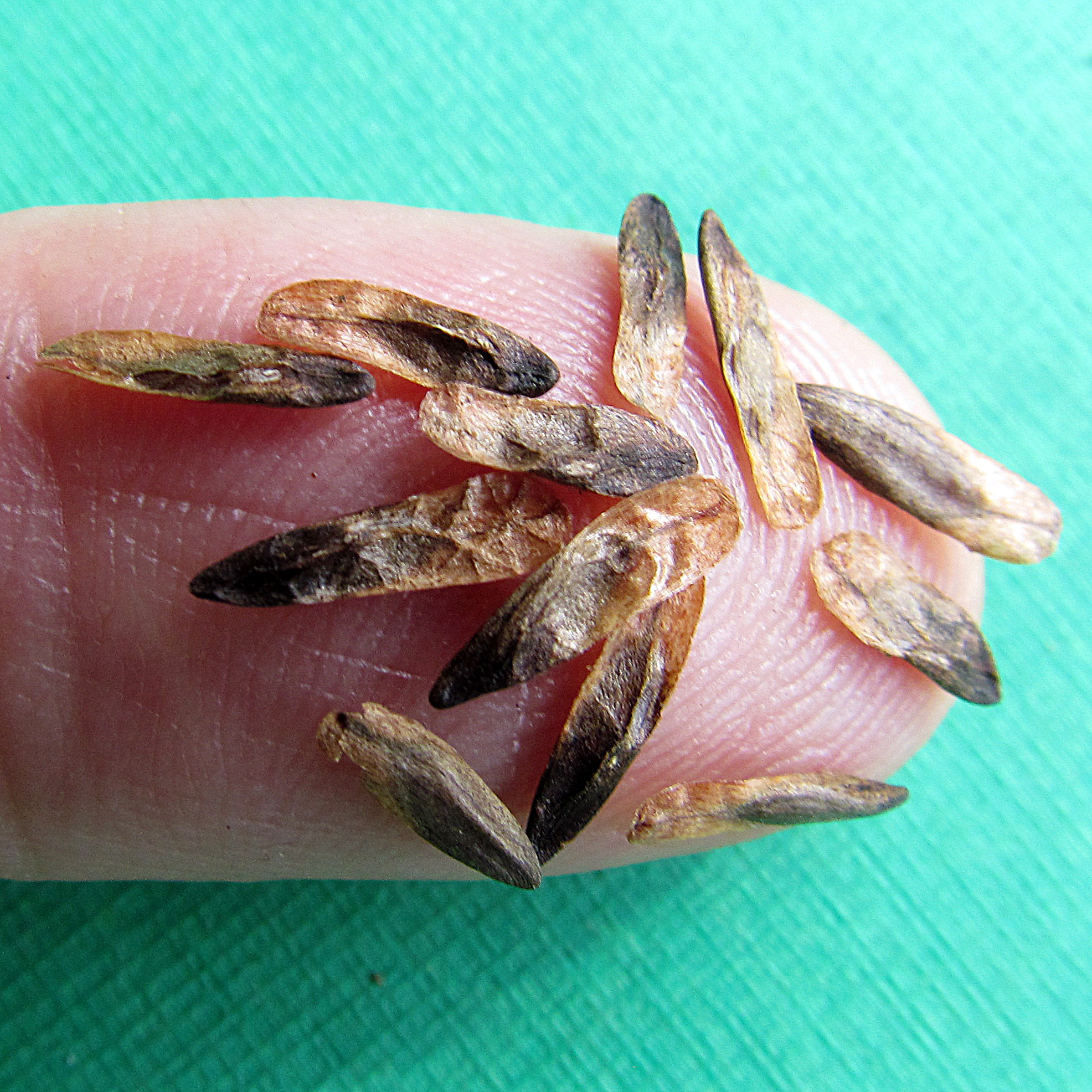
Крилате насіння

## Поширенняя
Амброве дерево американське є однією з найпоширеніших твердих порід деревини на південному сході Сполучених Штатів, де в природі зустрічається в низовинах від південно-західного Коннектикуту на південь до центральної Флориди, через центральне Огайо та на захід до Іллінойсу, південного Міссурі та східного Техасу, але не в холодніших високогірних районах Аппалачів або штатів Середнього Заходу. Вид також зустрічається в Мексиці від південного Нуево-Леона на південь до Чяпаса, а також у Гватемалі, Сальвадорі, Нікарагуа та Гондурасі. У Мексиці та Центральній Америці це характерна рослина гірських дощових лісів, що росте на середній висоті в різних гірських районах, де клімат вологий і більш помірний.
Урядові карти розповсюдження цього виду в США не цілком точні щодо південної межі поширення у Флориді. Цей вид у великій кількості зустрічається в парку штату Гайлендс-Гамок, Себрінґ, в окрузі Гайлендс на Флориді і навіть на південний захід від озера Окічобі. (див. Університет Південної Флориди Атлас рослин Флориди).
Вирощується як декоративне дерево в Австралії. Амброве дерево американське поширене на материковій частині Австралії від південно-західної частини Західної Австралії, південної частини Південної Австралії, Нового Південного Уельсу, Вікторії, аж до плато Атертон у Крайньому Північному Квінсленді.

## Використання

### Деревина

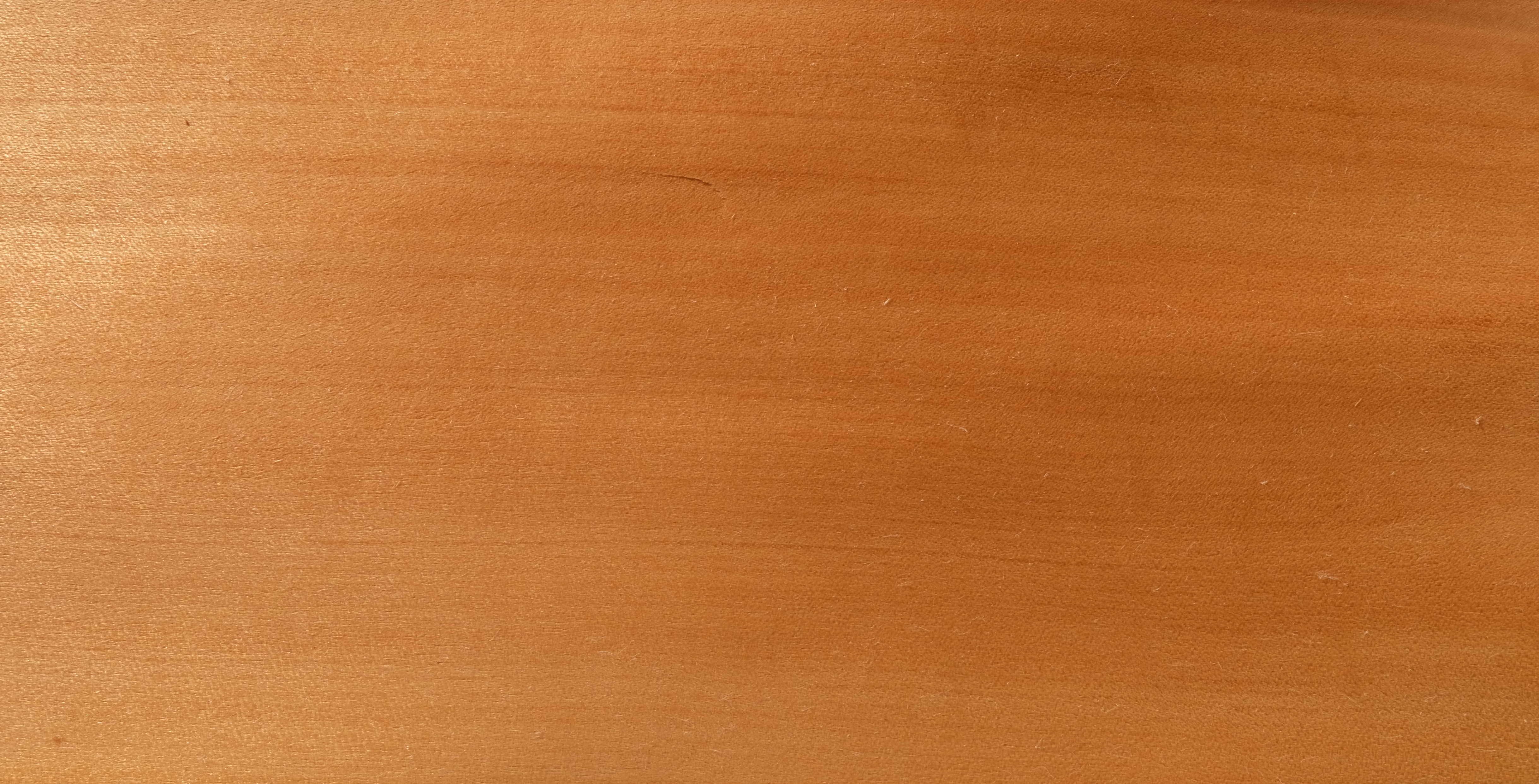
Деревина

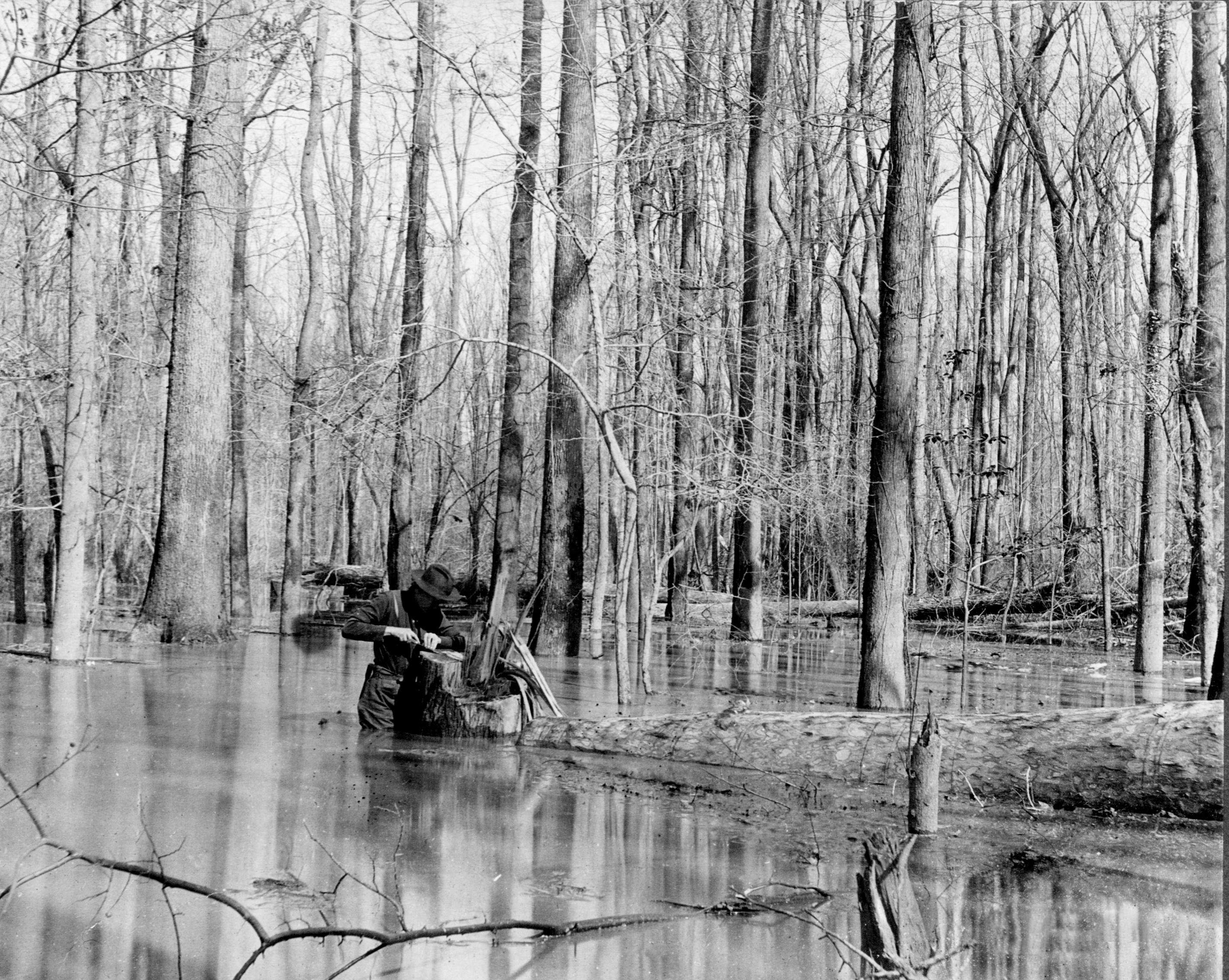
Збір врожаю редґуму в окрузі Річленд, Південна Кароліна, 1904 рік

Амброве дерево американське (Liquidambar styraciflua) є однією з найважливіших комерційних листяних порід на південному сході Сполучених Штатів. Його деревина яскраво-червонувато-коричнева ( заболонь майже біла) і може мати чорне зерно в серцевині; деревина важка, пряма, гладенька і дрібнозерниста, але не міцна. Прекрасно полірується, але сильно деформується під час висихання. Деревина має питому вагу 0,5910. Дуже легко загниває при використання надворі. У столярному виробництві деревину називають атласним горіхом і вважають одним із найкращих матеріалів для виготовлення фанери. Дерево використовують для виготовлення меблів, внутрішнього оздоблення, залізничних шпал, коробок для сигар, тари, підлог, бочок, дерев'яного посуду та деревної маси. Використовується також як шпон для фанери. Деревина дуже компактна і дрібнозерниста, серцевина деревини червонувата, а при розрізанні на дошки помічена поперечно чорнуватими смугами. Амброве дерево американське використовується в основному для пиломатеріалів, шпону, фанери, бондарних виробів, палива та балансової деревини. З пиломатеріалів виготовляють ящики і коробки, меблі, шафи для радіоприймачів, телевізорів і фонографів, внутрішнє оздоблення, столярні вироби. Шпон і фанера (зазвичай у поєднанні з іншими видами деревини, яка менше стискається і деформується) використовуються для коробок, піддонів, ящиків, кошиків та інших виробів з дерева для використання в приміщеннях. Раніше його використовували для внутрішньої обробки спальних вагонів. Оскільки воно легко фарбується в чорний колір, його іноді беруть як замінник чорного дерева для недорогих рам. Деревина також використовується для виготовлення паличок для їжі на східноазіатський ринку, оскільки вона має природний світлий колір і приваблива для певних сегментів азіатського ринку.

### Смола
Смола дерева, завдяки якій дерево і отримало назву, виділяється з кори дерева при пошкодженні. Вона має багато назв, у тому числі рідкий бурштин або копалмовий бальзам. Це різновид самородного бальзаму, або живиці, що нагадує терпентин. Вона може бути прозорою, червонуватою або жовтою, із приємним запахом, схожим на амбру. Коли смола старіє, вона твердне, до того стану, в якому вона історично експортувалася в бочках. Смолу отримують шляхом знімання з дерев, виварювання та випресовування з кори дерева. Камедь традиційно використовувалася в медицині, а також для виготовлення жувальної ґумки.

### Шикімовая кислота
Насіння амбрового дерева американського може бути поновлюваним джерелом шикімової кислоти.

### Лікарський засіб
Традиційно препарати з амбрового дерева американського використовували в китайській медицині для лікування таких проблем, як діарея, кашель і виразки шкіри. Сьогодні солодка камедь все ще використовується в багатьох лікувальних цілях. Речовина має протизапальні, антиоксидантні та протимікробні властивості. Вона також продемонструвала протипухлинну дію, певне пригнічення ферментів і гепатопротекторну дію.

## Вирощування

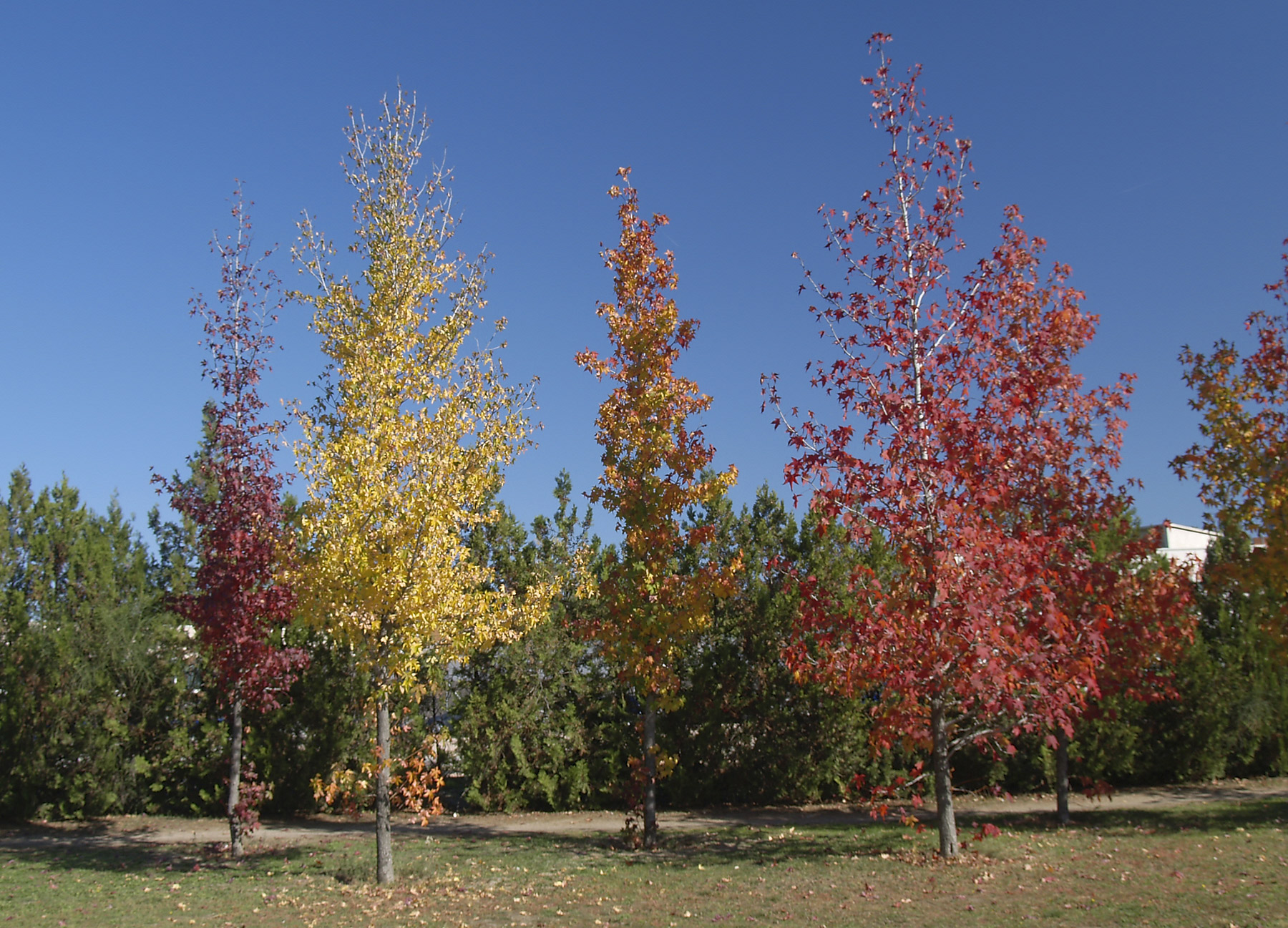
Група молодих дерев восени

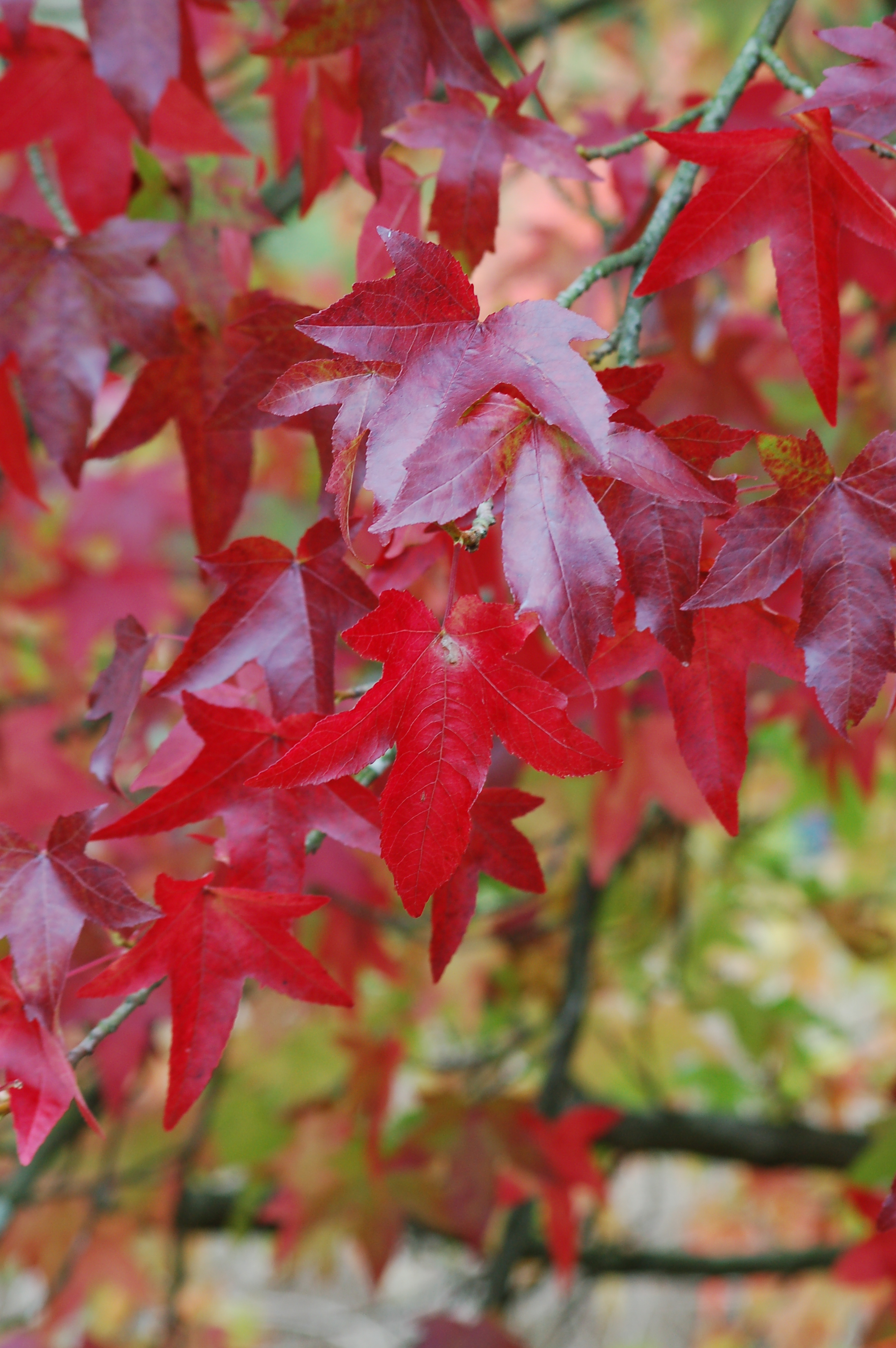
Яскрава осіння барва

Амброве дерево американське — популярний вид у зеленому та лісовому господарстві, вирощуване через своє характерне листя та інтенсивні осінні кольори. Його зазвичай вирощують у рідному північноамериканському ареалі, а також у багатьох інших частинах світу з помірним кліматом, включаючи помірно високі широти в тропіках. Його високо цінують у Боготі, Колумбія. Вид найкраще росте у вологому, кислому суглинковому або глинистому ґрунті та може витримувати помірне затоплення і брак дренажу. Він зазвичай росте з іншими прибережними рівнинними видами, такими як Quercus phellos і маґнолія вірґінська. Солестійкість у нього помірна. На лужному ґрунті може розвинутися хлороз, особливо там, де мало органічних речовин. Крім того, амброве дерево американське погано росте в тінистих місцях.
Наприкінці 1970-х і протягом 1980-х років амброве дерево американське здобуло популярність у ландшафтному дизайні і для висаджування вздовж вулиць. Три сорти, Пало-Альто, Фестиваль і Burgundy, виведені наприкінці 1950-х років Садівничим фондом Саратоґи в Пало-Альто, Каліфорнія, стали популярними в міських ландшафтах Каліфорнії через їх приємний зовнішній вигляд, яскраві осінні кольори та здатність швидко рости й витривалість; однак у міру дорослішання дерев пошкодження, спричинені поверхневою кореневою системою і зросле продукування твердих і колючих суплідь призвели до того, що дерево почали вважати небажаним та клопітним. Тисячі дерев були видалені, а споруди, пошкоджені корінням, мали бути відремонтовані. "Вестерн Арборист" опублікував дослідження, в якому зроблено висновок, що саме від насаджень амбрового дерева виникло найбільше шкоди; тільки в місті Аламеда було виявлено, що аж 69% ліквідамбарів, висаджених у місті, або вже пошкодили, або загрожували пошкодити сусідні з ними споруди. Тепер рекомендується висаджувати дерева принаймні на відстані 15-20 футів від будівель і не використовувати їх як вуличні насадження.
Серед багатьох сортів Liquidambar styraciflua є (відзначені agm) такі, що отримали нагороду Королівського садівничого товариства за садові заслуги:
- 'Burgundy' – осіннє забарвлення від темно-червоного до пурпурового може зберігатися протягом зими
- 'Clydesform' – колоноподібна або вузькопірамідальна форма крони; повільне зростання до 9 метрів; жовто-помаранчеві кольори восени; також продається як 'Emerald Sentinel'
- 'Festival' – колоноподібний; блідо-зелене літнє листя; яскраві осінні відтінки жовтого, рожевого і червоного; менш витривалі, ніж більшість
- 'Firehouse'- пірамідальний; яскраво-червоний осінній колір; рано опадає листя; невелика кількість або повна відсутність насіння
- 'Goduzam' – строкатий; восени від рожевого до червоно-фіолетового; також називається 'Gold Dust'
- 'Grazam' – пірамідальний, з глянцевим листям. Помаранчевий, червоний і пурпуровий кольори восени
- 'Gumball' – карликовий кущовий сорт рідко більше ніж 2 м заввишки, з пурпурово-червоним забарвленням восени
- 'Lane Roberts' (agm )[31]
- 'Moraine' – прямостоячий, округлої форми, швидкий ріст, червоне забарвлення восени, морозостійкий до -30 °C
- «Palo Alto» – різні відтінки червоного восени; найкраще в Каліфорнії
- 'Parasol' – розвиває округлу крону; зрілі висотою 10 метрів; темно-червоний осінній колір
- 'Penwood' (agm )[32]
- 'Rotundiloba' – стерильний сорт із закругленими частками на листі, вперше відкритий у Північній Кароліні в 1930-х роках
- 'Slender Silhouette' – дуже вузька колоноподібна форма
- 'Worplesdon'  (agm )[33] – розсіченолистий сорт з помаранчевим, червоним і фіолетовим забарвленням восени

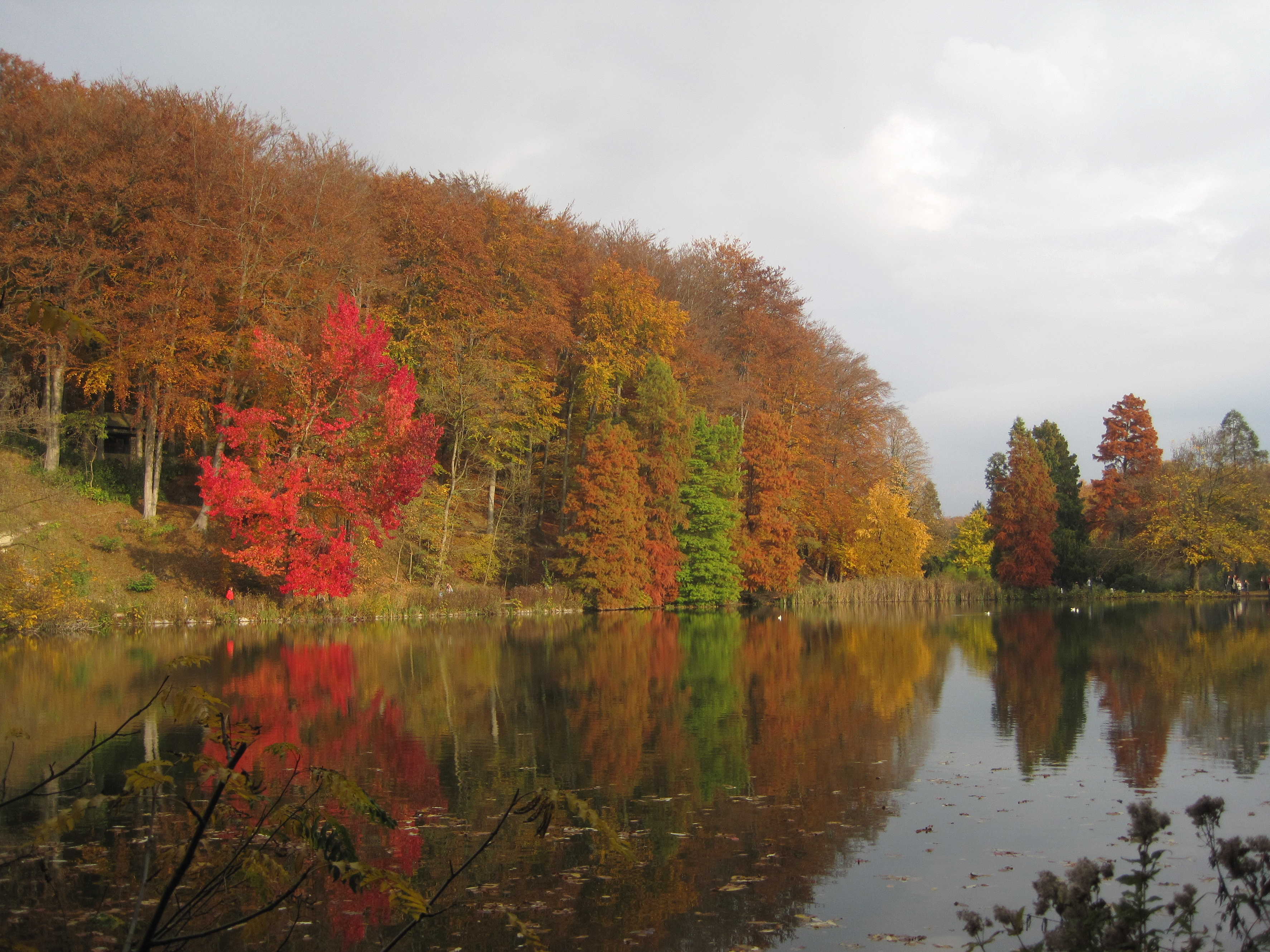
Амброве дерево (червоне) у природному парку

Організатори Меморіалу 11 вересня в Нью-Йорку пожертвували гай амбрових дерев Меморіалу рейсу 93 у Шенксвіллі, штат Пенсільванія.

### Інфекції на амбрових деревах
Аскомікотовий гриб Dicarpella dryina Sutton є паразитом листя, який, як повідомляється, зустрічається на багатьох рослинах-господарях, включаючи види амбрових дерев (Liquidambar styraciflua L.). Лімбер і Кеш повідомили, що плями на листі, викликані цим патогеном, на кількох різних родах лісових дерев були 2–5 діаметром мм з рівними полями. Влітку 1994 року в районі округу Накогдочес у Техасі була широко поширена помітна плямистість листя амбрових дерев. Заражене листя мало численні некротичні ушкодження, кожне з яких оточене червонуватим ореолом. Ураження мають тенденцію до злиття, що призводить до утворення великих ділянок мертвої тканини. Інфекція та розвиток грибка D. dryina були досліджені на листках амбрових дерев за допомогою комбінації мікроскопічних методів. ІнфекціяD. dryina на амбрових деревах асоціюється із захворюванням червоної плямистості листя. Результати цього розслідування свідчать про те, що D. dryina може проникати безпосередньо в тканини листя, таким чином маючи здатність ініціювати інфекцію як на верхній, так і на нижній поверхні листка. В інших регіонах США популяції амбрових дерев можуть бути не настільки сприйнятливими до місцевих популяцій цього грибка.
Фактори стресу навколишнього середовища також можуть мати вплив, оскільки звіти вказують на те, що застосування гербіцидів і хлороз, спричинений дефіцитом заліза, можуть підвищити чутливість до D. dryina. Повідомлялося, що дубильні речовини (тип біомолекул, що містяться в деревах для захисту від вогню, комах і бактерій) містяться в здорових тканинах різних рослин, включаючи амброве дерево американське. Вони можуть запобігти інвазії патогенів, пригнічуючи активність грибкових ферментів. Хоча клітини здорової тканини амбрового дерева здаються багатими на дубильні речовини, ці матеріали, очевидно, не були ефективними для запобігання колонізації грибками D. dryina.